# شادمرادمحله (رامسر)
شاهمرادمحله، روستایی است از توابع بخش مرکزی شهرستان رامسر در استان مازندران ایران. بر اساس مصوبات وزارت کشور نام این روستا بدون اطلاع ساکنان محلی، به شادمراد محله تغییر یافت.

## جمعیت
این روستا در بخش دالخانی و در دهستان چهل‌شهید قرار دارد و بر اساس سرشماری مرکز آمار ایران در سال ۱۳۸۵، جمعیت آن ۳۱۳ نفر (۷۹خانوار) بوده‌است.